# Superliqa 2021/2022 (volleyboll, damer)
Superliqa 2021–2022 var 30:e upplagan av tävlingen, som utser de azerbadjzjanska mästarna i volleyboll på damsidan. Den spelades mellan 17 december 2021 och 16 april 2022. I turneringen deltog fyra lag och Abşeron VK blev mästare för första gången..

## Regelverk

### Format
Tävlingen avgjordes genom seriespel där alla lag mötte alla andra lag fyra gånger (ursprungligen var planen sex möten)..

### Metod för att bestämma tabellplacering
Om slutresultatet blev 3-0 eller 3-1 tilldelades 3 poäng till det vinnande laget och 0 till det förlorande laget, om slutresultatet blev 3-2 tilldelades 2 poäng till det vinnande laget och 1 till det förlorande laget.
Lagens position i respektive grupp bestämdes utifrån (i tur och ordning):
- Poäng
- Antal vunna matcher
- Kvot vunna/förlorade set
- Kvot vunna/förlorade bollpoäng.

## Turneringen

### Resultat

#### Första round
| Första omgången |                 |     |                            |
|                 |                 |     |                            |
| 17-12           | Murov - Abşeron | 0-3 | 8-25, 23-25, 24-26         |
| 21-01           | Azärreyl - UNEC | 3-1 | 25-14, 19-25, 25-18, 25-15 |

| Andra omgången |                    |     |                                  |
|                |                    |     |                                  |
| 25-01          | Azärreyl - Abşeron | 0-3 | 19-25, 22-25, 17-25              |
| 25-01          | UNEC - Murov       | 3-2 | 28-26, 9-25, 25-15, 16-25, 15-10 |

| Tredje omgången |                  |     |                     |
|                 |                  |     |                     |
| 18-01           | Azärreyl - Murov | 3-0 | 25-23, 25-13, 27-25 |
| 18-01           | UNEC - Abşeron   | 0-3 | 19-25, 12-25, 18-25 |

#### Andra round
| Fjärde omgången |                  |     |                                   |
|                 |                  |     |                                   |
| 01-02           | Murov - Azärreyl | 3-2 | 27-25, 25-27, 25-22, 21-25, 16-14 |
| 01-02           | UNEC - Abşeron   | 1-3 | 25-23, 12-25, 18-25, 7-25         |

| Femte omgången |                    |     |                            |
|                |                    |     |                            |
| 08-02          | Abşeron - Azärreyl | 3-1 | 25-14, 25-17, 22-25, 25-21 |
| 08-02          | Murov - UNEC       | 3-0 | 25-22, 25-16, 25-17        |

| Sjätte omgången |                 |     |                                   |
|                 |                 |     |                                   |
| 11-02           | Abşeron - Murov | 3-1 | 25-21, 16-25, 25-20, 25-21        |
| 11-02           | Azärreyl - UNEC | 2-3 | 27-29, 25-14, 23-25, 25-16, 12-15 |

#### Tredje round
| Sjunde omgången |                  |     |                            |
|                 |                  |     |                            |
| 18-02           | Azärreyl - Murov | 3-1 | 25-19, 25-21, 16-25, 25-21 |
| 18-02           | Abşeron - UNEC   | 3-0 | 25-12, 25-16, 25-19        |

| Åttonde omgången |                    |     |                                   |
|                  |                    |     |                                   |
| 01-03            | Azärreyl - Abşeron | 0-3 | 16-25, 21-25, 16-25               |
| 01-03            | UNEC - Murov       | 2-3 | 25-21, 16-25, 16-25, 28-26, 11-15 |

| Nova omgången |                 |     |                            |
|               |                 |     |                            |
| 25-02         | Murov - Abşeron | 0-3 | 17-25, 26-28, 20-25        |
| 25-02         | UNEC - Azärreyl | 1-3 | 18-25, 25-18, 22-25, 13-25 |

#### Fjärde round
| Tionde omgången |                  |     |                     |
|                 |                  |     |                     |
| 05-04           | Murov - Azärreyl | 0-3 | 22-25, 10-25, 19-25 |
| 05-04           | UNEC - Abşeron   | 0-3 | 22-25, 14-25, 19-25 |

| Elfte omgången |                    |     |                     |
|                |                    |     |                     |
| 13-04          | Abşeron - Azärreyl | 3-0 | 25-23, 27-25, 25-19 |
| 13-04          | Murov - UNEC       | 3-0 | 25-15, 25-11, 25-18 |

| Tolfte omgången |                 |     |                            |
|                 |                 |     |                            |
| 16-04           | Abşeron - Murov | 3-1 | 25-21, 25-19, 19-25, 25-19 |
| 16-04           | Azärreyl - UNEC | 3-1 | 25-18, 25-16, 16-25, 25-23 |

### Sluttabell
| Pos. | Lag          | Pt | G  | V  | P  | VS | FS | Kvot  | VP    | FP    | Kvot  |
| ---- | ------------ | -- | -- | -- | -- | -- | -- | ----- | ----- | ----- | ----- |
| 1.   | Abşeron VK   | 36 | 12 | 12 | 0  | 36 | 4  | 9,000 | 986   | 757   | 1,303 |
| 2.   | Azärreyl QVK | 20 | 12 | 6  | 6  | 23 | 22 | 1,045 | 1 001 | 967   | 1,035 |
| 3.   | Murov VK     | 11 | 12 | 4  | 8  | 17 | 28 | 0,607 | 964   | 983   | 0,981 |
| 4.   | UNEC         | 5  | 12 | 2  | 10 | 12 | 34 | 0,353 | 832   | 1 076 | 0,773 |

## Slutplaceringar
| Pos          | Lag          | Turnering                 |
| ------------ | ------------ | ------------------------- |
| Azerbajdzjan | Abşeron VK   |                           |
| 2            | Azärreyl QVK | CEC Challenge Cup 2022/23 |
| 3            | Murov VK     |                           |
| 4            | UNEC         |                           |